# Camarada X
Camarada X (en inglés, Comrade X) es una comedia de espías estadounidense de 1940 dirigida por King Vidor y protagonizada por Clark Gable, Hedy Lamarr y Oskar Homolka. En febrero de 2020, la película fue exhibida en el Festival de Berlín, como parte de una retrospectiva sobre King Vidor.

## Argumento
En 1940, el periodista estadounidense McKinley "Mac" Thompson trabaja como corresponsal en la Unión Soviética, sobre la que escribe en secreto historias poco halagüeñas para su periódico. Mac firma sus crónicas con el pseudónimo "Camarada X" para esconder su identidad real. El comisario Vasiliev, jefe de la policía secreta, anuncia que se ha hecho cargo de la censura de prensa. Su predecesor, el camarada Molkov, que "no vigilaba sus pasos", fue víctima de un "accidente de tráfico". Todos los periodistas estarán restringidos y no podrán salir de Moscú sin permisos. McKinley "Mac" Thompson, secretamente "camarada X", se hace pasar por un alcohólico irresponsable que se salta la conferencia de prensa.
Cuando vuelve al hotel, Mac se encuentra con que el periodista alemán Van Hofer ha ocupado su habitación, que Mac ha "arreglado" y pagado por adelantado. "¿Es esta una buena manera de actuar para un nazi?" Mac le pregunta a Van Hofer. La reportera Jane Wilson informa a Mac que ese día se celebrará el funeral del camarada Molkov, asesinado por su viejo amigo, el comisario Vasiliev, que ahora llorará sobre la tumba de Molkov. Mac finge preocuparse sólo por la recepción y Jane expresa su decepción porque alguna vez fue "el mejor reportero en el negocio". Van Hofer llega con el director del hotel ruso, quejándose de que el estadounidense ha invadido su espacio. La conversación es interrumpida por una llamada telefónica, que Mac pretende ser la oficina de noticias estadounidense que notifica que Alemania ha declarado la guerra a Rusia (irónicamente meses antes de que realmente ocurriera la invasión alemana de Rusia). El indignado hotelero ruso echa de la habitación al alemán Van Hofer.
En el funeral de Molkov, Mac detecta una señal del portador del féretro golpeando el ataúd. Usando una cámara disfrazada de radio portátil, Mac toma una fotografía mientras el asesino sale del ataúd para dispararle al comisario Vasiliev. Mac esconde la película.
La identidad de Mac es descubierta por su ayuda de cámara, Vanya, quien lo chantajea para que le prometa sacar a su hija, Golubka, del país. Golubka, una conductora de tranvía, se hace llamar "Teodoro" porque sólo los hombres pueden conducir tranvías. Theodore es una comunista idealista, algo que Mac y Jane consideran "lo peor que puedes ser" en la Unión Soviética. Los comunistas están llenos de ideales peligrosos para las autoridades, por eso los ejecutan para que el comunismo pueda triunfar.
En el tranvía de Theodore, Mac finge admirar a la Unión Soviética y expresa su deseo de ayudarla a difundir los ideales comunistas en Estados Unidos. Aunque inicialmente sospecha de los motivos de Mac, con la bendición de su mentor Bastakoff (ansioso por deshacerse de una molesta idealista fanática), Theodore acepta un matrimonio falso para poder difundir las virtudes del comunismo al resto del mundo. Al no poder casarse como "Theodore", ahora toma el nombre de "Lizvanetchka" (Lizzie), una mártir revolucionaria. En su noche de bodas, Lizzie le muestra a Mac una foto de su ídolo, Bastakoff, a quien Mac reconoce como el hombre que intentó asesinar a Vasiliev. Jane llega para pedirle a Mac que le presente una historia en los Estados Unidos y expone a Mac como antisoviético. Después de que ella se va, llega la policía secreta para llevarse a Mac y Lizzie para que el comisario Vasiliev los interrogue.
Mientras espera a Vasiliev, Mac finge no reconocer su propia cámara disfrazada de radio, que fue encontrada en la habitación de Vanya. Para proteger a Mac y Lizzie, Vanya afirma ser el camarada X y muestra cómo los recortes de "su" pañuelo pueden usarse para descifrar mensajes. Mac, Lizzie y Vanya son arrestados. Un grupo de seguidores de Bastakoff son encarcelados con ellos y Lizzie proclama que todos preferirían morir antes que traicionar a Bastakoff. Mac le transmite una propuesta a Vasiliev a través de un guardia. Le dirá a Vasiliev la identidad del hombre que intentó asesinarlo y le proporcionará una fotografía del intento.
Cuando escoltan a Mac a "Vasiliev", descubre que Bastakoff es ahora jefe de policía. Vasiliev ha muerto de "neumonía". La fotografía es vergonzosa para Bastakoff, al igual que los 100 seguidores de Bastakoff ejecutados por orden de Bastakoff para demostrar su lealtad al nuevo gobierno. Mac le da a Bastakoff la foto incriminatoria, pero no el negativo. Bastakoff cambia las vidas de Lizzie, Vanya y Mac por el negativo, que Mac debe recuperar.
Sabiendo que Bastakoff no cumplirá su palabra (Lizzie ahora desilusionada), evaden a la policía secreta que los sigue, y los tres se esconden en un tren que transporta tanques. Se apropian de un tanque, que Lizzie ha sido entrenada para conducir, cruzan la frontera hacia Rumania, donde se rinden y llegan con éxito a Estados Unidos.

## Reparto
- Clark Gable como McKinley B. "Mac" Thompson
- Hedy Lamarr como Golubka / Theodore Yahupitz / Lizvanetchka "Lizzie"
- Oskar Homolka como Comisario Vasiliev
- Felix Bressart como Igor Yahupitz / Vanya
- Eve Arden como Jane Wilson
- Sig Rumann como Emil Von Hofer
- Natasha Lytess como Olga Milanava
- Vladimir Sokoloff como Michael Bastakoff
- Edgar Barrier como Rubick
- Georges Renavent como Laszlo
- Mikhail Rasumny como oficial ruso arrestado

## Producción
El rodaje de  Comrade X  comenzó a finales de agosto de 1940. Gable bromea proféticamente diciendo que "Alemania acaba de invadir Rusia" y "los Tanques Panzer están entrando en Ucrania" para conseguir que el director del hotel ruso eche al reportero alemán de su habitación. Menos de un año después del lanzamiento de la película, Alemania  invadió realmente la Unión Soviética.
Películas estadounidenses como "Camarada X" o "Ninotchka", anteriores al ataque a Pearl Harbor, muestran a la Unión Soviética como atrasada, lúgubre, deprimente y totalitaria. Sin embargo, después de que Estados Unidos entrara en la guerra del lado de la URSS, las representaciones de los rusos en Hollywood cambiaron inmediatamente a liberadores valientes, honorables y amantes de la libertad. Reino Unido canceló la exhibición de Camarada X en los cines.

## Premios y distinciones
Premios Óscar
| Año  | Categoría       | Persona       | Resultado |
| ---- | --------------- | ------------- | --------- |
| 1940 | Mejor argumento | Walter Reisch | Nominado  |